# Leuven Bears in het seizoen 2025/26
Het seizoen 2025/2026 was het 23e jaar in het bestaan van de Leuvense basketbalclub Leuven Bears sinds de fusie in 2003.  

## Verloop
Volgende spelers verlieten de ploeg na vorig seizoen: Noah Freidel, Casey Benson, Terry Armstrong, Noah Baumann, Remco Nunes, Wouter Willems, Tiago Nunes, Mattias Palinckx en Aaron Carver. Nieuwe spelers werden Guillaume De Mol en de Amerikanen James Blackmon Jr., Tytan Anderson, Kelton Talford en Will Pruitt.

## Ploeg
Antwerp Giants ·
Brussels Basketball ·
Den Helder SUNS ·
Donar ·
Rotterdam City ·
Heroes Den Bosch ·
Kangoeroes Mechelen ·
Kortrijk Spurs ·
Landstede Hammers ·
Leuven Bears ·
Limburg United ·
LWD Basket ·
Okapi Aalst ·
Oostende ·
PrismaWorx BAL ·
Spirou Charleroi ·
Union Mons-Hainaut ·
ZZ Leiden